# 瓦兰 (曼恩-卢瓦尔省)
瓦兰（法語：Varrains，法語發音：[vaʁɛ̃] ⓘ）是法国曼恩-卢瓦尔省的一个市镇，位于该省东南部，属于索米尔区。

## 地理
瓦兰（47°13'23"N, 0°3'46"W）面积3.4 平方千米，位于法国卢瓦尔河地区大区曼恩-卢瓦尔省，该省份为法国西部内陆省份，大致对应安茹地区，北起顺时针与马耶讷省、萨尔特省、安德尔-卢瓦尔省、维埃纳省、德塞夫勒省、旺代省、大西洋卢瓦尔省和伊勒-维莱讷省接壤。
与瓦兰接壤的市镇（或旧市镇、城区）包括：迪斯特雷、索米尔、贝勒维涅堡。

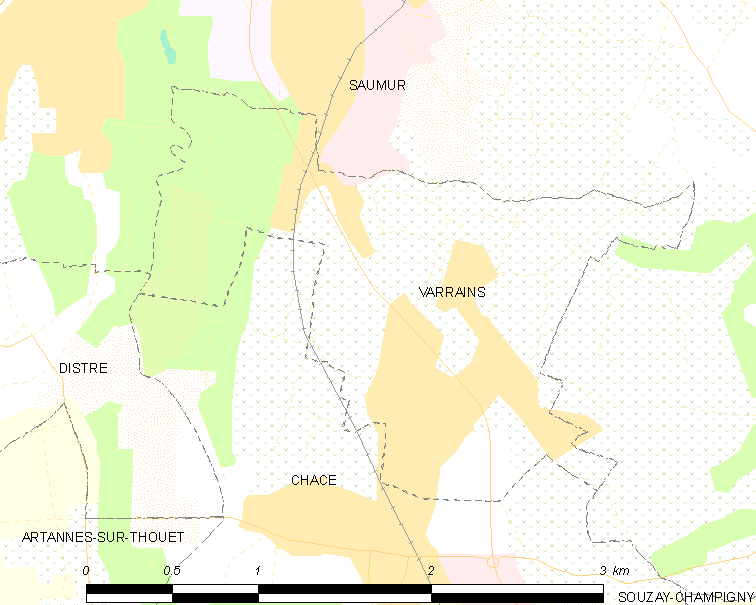
的OSM定位图

瓦兰的时区为UTC+01:00、UTC+02:00（夏令时）。

## 行政
瓦兰的邮政编码为49400，INSEE市镇编码为49362。

## 政治
瓦兰所属的省级选区为索米尔县。

## 人口

1962-2008年间人口变化图示

瓦兰于2022年1月1日时的人口数量为1282人。